# Bausoldat
Ein Bausoldat (Abkürzung: BS, Synonym: Spatensoldat, soldatensprachlich: Spati) war ein Angehöriger der Baueinheiten der Nationalen Volksarmee (NVA) der DDR. Der Dienst als Bausoldat bot den DDR-Bürgern eine Möglichkeit, den Kriegsdienst mit der Waffe zu verweigern, die es in sonst keinem anderen sozialistischen Land gab.
Es handelte sich um keinen zivilen Wehrersatzdienst. Ein Dienst als Bausoldat konnte nachteilige Auswirkungen auf Ausbildungs-, Studiums- und Aufstiegschancen haben. Viele Bausoldaten trugen zur Entwicklung der Opposition in der DDR bei und gehörten aufgrund ihrer grundsätzlichen Einstellung zur Gewaltlosigkeit zu den Wegbereitern der Friedlichen Revolution.

## Geschichte

### Vorgeschichte
Am 24. Januar 1962 wurde in der Deutschen Demokratischen Republik die Wehrpflicht eingeführt. Die Grundlage für die Aufstellung der Baueinheiten der NVA bildete eine Anordnung des Nationalen Verteidigungsrates der DDR vom 7. September 1964.
Dass es überhaupt zu einer Sonderregelung im Umgang mit Wehrdienstverweigerern kam, beruht in erster Linie darauf, dass in den ersten beiden Jahren nach Einführung der Wehrpflicht 1.550 Wehrpflichtige ihre Einberufung verweigerten. Im März 1962 hatten zwar einmalige Staat-Kirche-Gespräche über Fragen, die sich für die Kirche und für die Gemeindemitglieder nach Verabschiedung des Wehrpflichtgesetzes ergeben haben stattgefunden, jedoch ohne Konsequenz hinsichtlich einer Regelung für mögliche Wehrdienstverweigerer. Erst nachdem bis zur Frühjahrsmusterung 1963 bereits 957 Wehrpflichtige ihre Absicht zur Verweigerung bekanntgaben, befasste sich die interne Militärführung mit dem Problem. Das Ministerium für Nationale Verteidigung beschloss eine genauere Untersuchung, deren Ergebnisse dem Ministerium durch den Chef der Verwaltung Auffüllung am 4. Mai 1963 vorgelegt wurden. Der Bericht enthält neben einer Auflistung der Gründe auch einen Vorschlag zur Lösung der Problematik der Wehrdienstverweigerer aus Gewissensgründen: „Bei den Pioniertruppen sind außerhalb des Stellenplans Bau- und Arbeitsbataillone zu schaffen, in denen Wehrpflichtige, die den Wehrdienst mit der Waffe verweigern, die Möglichkeit haben, den Wehrdienst zu leisten, ohne dass sie eine Waffe in die Hand nehmen müssen.“ Diesem Bericht weitestgehend folgend, beschloss die Leitung des Ministeriums am 6. Juni 1963 die „Aufstellung von Arbeitseinheiten bzw. Arbeitsbataillonen für Verweigerer, bzw. solche, die sich der Ableistung des Wehrdienstes entziehen.“ Der Befehl wurde jedoch nicht sofort umgesetzt, weil sich im Herbst 1963 ein Rückgang der Verweigerer abzeichnete und so wohl die Hoffnung bestand, dass sich das Problem von alleine lösen würde. Durch einen starken Anstieg im Frühjahr 1964 wiederum beschloss man den Plan endgültig zum Herbst 1964 umzusetzen.

### Baueinheiten
Gemeinsam mit den Quäkern setzte sich der Religiöse Sozialist Emil Fuchs dafür ein, dass es DDR-Bürgern, die den Dienst mit der Waffe bei der Nationalen Volksarmee verweigerten, möglich wurde, ihren Dienst als Bausoldaten abzuleisten.
Auch diese Sonderform des Wehrdienstes dauerte genau wie der Dienst mit der Waffe 18 Monate. Die Uniform zeigte einen kleinen Spaten auf den Schulterklappen, sodass sich die Verweigerer untereinander als „Spatensoldaten“ oder auch „Spatis“ bezeichneten. Begriffe wie „Arbeitskompanien“ und „Arbeitsbataillone“ gehörten zu den Wortschöpfungen im Vorfeld der Entstehung des Gesetzestextes für die Bausoldatenanordnung im Jahr 1964. Um die künftigen Bautrupps sprachlich nicht in die bedenkliche Nähe zu den Strafkompanien der Wehrmacht zu rücken, fand sich für sie schließlich der unverfänglichere Begriff „Baueinheit“. Diese sind zu unterscheiden von den „Bautruppen“ (z. B. den „Eisenbahnbautruppen“), die zwar ebenfalls im Bau eingesetzt wurden, jedoch aus regulären Wehrpflichtigen gebildet wurden.

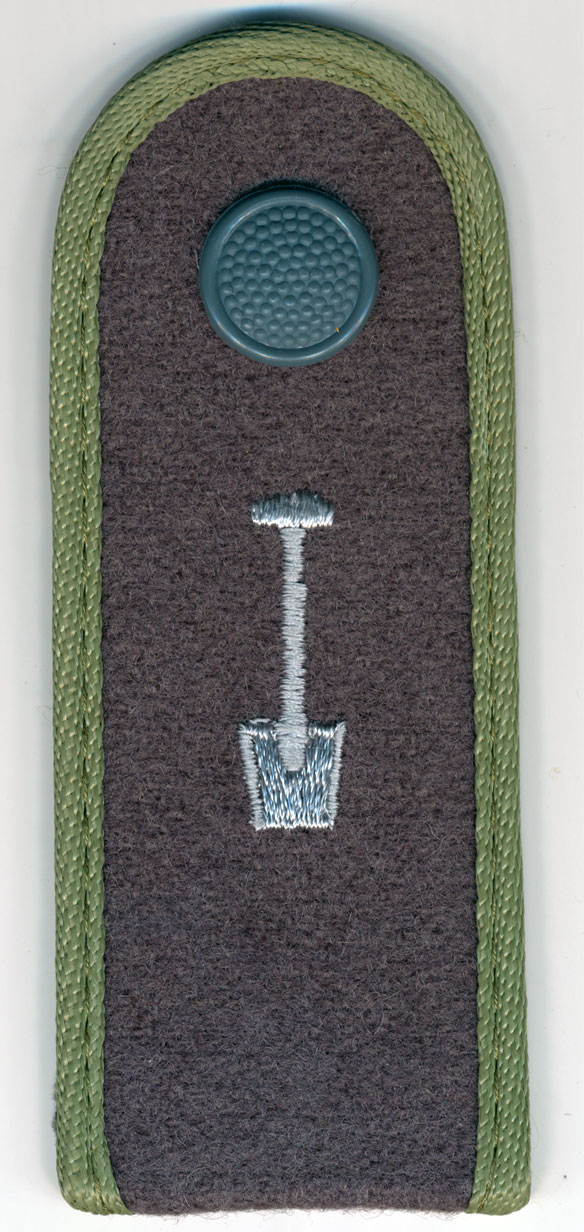
Schulterstück der Bausoldaten

Die Landstreitkräfte erhielten anfangs vier Baupionierbataillone, Luft- und Seestreitkräfte (Volksmarine) jeweils eines. Sie boten Platz für 256 waffenlose Wehrdienstleistende. Die übrigen Mitglieder waren reguläre Soldaten der Pioniertruppe. Die Mannschaften der Kompanien bestanden jedoch jeweils entweder vollständig aus unbewaffneten Bausoldaten oder aus herkömmlichen bewaffneten Pionieren. Bis 1973 wurden diese Einheiten auch zum Bau von militärischen Anlagen eingesetzt. Nach erneuten Beschwerden der Kirchen erhielten zumindest die Wehrdienstverweigerer vergleichsweise „zivile“ Aufgaben in militärischen Einrichtungen als Gärtner, Krankenpfleger in Militärkrankenhäusern oder Küchenhelfer. Insbesondere in den letzten Jahren der DDR arbeiteten viele Bausoldaten aber auch in Großbetrieben, die unter Arbeitskräftemangel litten, beispielsweise in der Chemischen Industrie oder in Braunkohlentagebauen. Die Bedingungen der Bausoldaten verschärften sich, indem sie nun zumeist in größeren Einheiten zusammengefasst wurden, etwa in Merseburg und Prora: Im heute sogenannten Block V der einst geplanten KdF-Ferienanlage, im Kern um 1950 zur Großkaserne um- und ausgebaut, waren in den 1980er Jahren bis zu 500 Bausoldaten zeitgleich stationiert. Prora wurde damit zum größten und wegen des Hafenbaus in Mukran auch weithin berüchtigtsten Bausoldatenstandort in der DDR.
Bereits kurz nach der Gründung der Baueinheiten wuchs der Bedarf an Arbeitskräften dieser Art schnell an. 1966 wurden vier weitere Bataillone aufgestellt. In diesen Einheiten dienten jedoch keine unbewaffneten Wehrdienstgegner, ebenso wie in vielen der in den folgenden Jahrzehnten aufgestellten Baupioniereinheiten.

### Friedensbewegung und Ende der Baueinheiten
In der Friedensbewegung wurde in den 1980er Jahren zunehmend die Forderung nach einem zivilen Ersatzdienst oder sozialen Friedensdienst erhoben. Erst die Regierung von Hans Modrow reagierte auf diese Forderung und ersetzte mit der Verordnung (VO) über den Zivildienst in der DDR vom 20. Februar 1990 die Bestimmungen zum Wehrersatzdienst als Bausoldat. Diese VO trat am 1. März 1990, dem Tag der Nationalen Volksarmee, in Kraft. Bereits zum 1. Januar 1990 waren die Baueinheiten aufgelöst und 1500 Bausoldaten entlassen; den verbliebenen wurde der Wechsel zum Zivildienst freigestellt, sodass die letzten Bausoldaten Anfang Oktober 1990, wenige Tage vor der Wiedervereinigung, aus der NVA entlassen wurden, obwohl deren Dienstzeit teilweise erst zehn bis elf Monate betragen hatte.
Es war ein bewusster politischer Akt der letzten DDR-Regierung unter Lothar de Maizière, im April 1990 den ehemaligen Bausoldaten und Pfarrer Rainer Eppelmann als Minister für Abrüstung und Verteidigung, also letzten Verteidigungsminister der DDR, zu berufen und ihn mit der Vorbereitung der Auflösung der NVA zu beauftragen. Von der Armeeführung wurde dies ohne öffentlich merklichen Widerstand hingenommen. Unter Eppelmann wurde 1990 ein großer Aktenbestand des Militärischen Nachrichtendienstes der NVA vernichtet, worunter sich auch zahlreiche Akten über Bausoldaten befanden. Das erschwert die Aufarbeitung.

### Aufarbeitung der Geschichte
Die Impulse zur Aufarbeitung der Geschichte kamen aus den eigenen Reihen. Einen zentralen Erinnerungs- und Bildungsort gibt es nicht. Parallel zu den Bauvorbereitungen für eine Jugendherberge am ehemaligen Bausoldatenstandort Prora gründete der Berliner Historiker und Buchautor Stefan Wolter im Jahr 2008 den gemeinnützigen Verein Denk-MAL-Prora. Mit Zeitzeugen (darunter mehrheitlich ehemalige Bausoldaten), Wissenschaftlern und Sympathisanten, kämpfte er gegen die einseitige und verfälschende öffentliche Darstellung Proras als „ehemaliges KdF-Bad“ und setzte sich gegen politische Widerstände für den Erhalt baulicher Strukturen aus der DDR-Zeit ein. Aufgrund der Ignoranz der DDR-Geschichte und der Zerstörung ihrer Spuren vor Ort besetzte Stefan Wolter zuvor (2007) einen ehemaligen Klubraum der Bausoldaten mit einem Wandgemälde, an dem sich die Geschichte der Opposition erzählen lässt. Für diesen Ort schrieb die Landeszentrale für politische Bildung Mecklenburg-Vorpommern in Schwerin im Jahr 2010 ein Bildungszentrum aus, das in Zusammenhang mit dem Bau der Jugendherberge Prora (eröffnet 2011) verwirklicht werden sollte. Dahinter stand, wie sich Jahre später herausstellte, keine ernsthafte Absicht. Auch die Auswahl der Trägerschaft war eine politische Entscheidung, die sich gegen die Ambitionen der Zeitzeugen richtete. Wolters Forderung, im künftigen Bildungszentrum neben der Geschichte der Proraer Bausoldaten die gesamte Geschichte der Waffen- und Wehrdienstverweigerung in der DDR darzustellen, haben zudem weder die Politik noch die Betroffenen selbst aufgegriffen.
Am 30. August 2010 gab Wolter das Ende des Vereins in einer Presseerklärung bekannt, in der es heißt: „Für den Vereinsgründer geht mit der Auflösung des Denk-MAL-Prora e. V. ein doppeltes Trauma zuende.“ Im November desselben Jahres gelang es Stefan Wolter, im Auftrag des Denk-MAL-Prora eine Erinnerungstafel für die Proraer Bausoldaten auf dem Gelände der heutigen Jugendherberge Prora zu installieren. Dieser Akt und die vorausgehenden Diskussionen um bauliche Relikte aus der Zeit der militärischen Nutzung des Geländes veränderten schließlich die Wahrnehmung des Ortes, „von einem NS-Erinnerungsort zu einem Ort mit doppelter Vergangenheit“ (Politische Memoriale e. V.). Seither gibt es die politische Willensbekundung, die Geschichte der Bausoldaten zu vermitteln. Allerdings werden die Räume der Jugendherberge unter dem Slogan „aus grau wird bunt“ weitgehend frei von der Nutzungsgeschichte gehalten, allenfalls wird auf die NS-Planungsgeschichte reflektiert. Nach wie vor spielen Zeitzeugen zur DDR-Geschichte so gut wie keine Rolle in Prora. Die Nutzungsgeschichte des einst größten Standortes der DDR-Bausoldaten sowie den Prozess der Annäherung an diese dokumentiert die Schriftenreihe Denk-MAL-Prora.

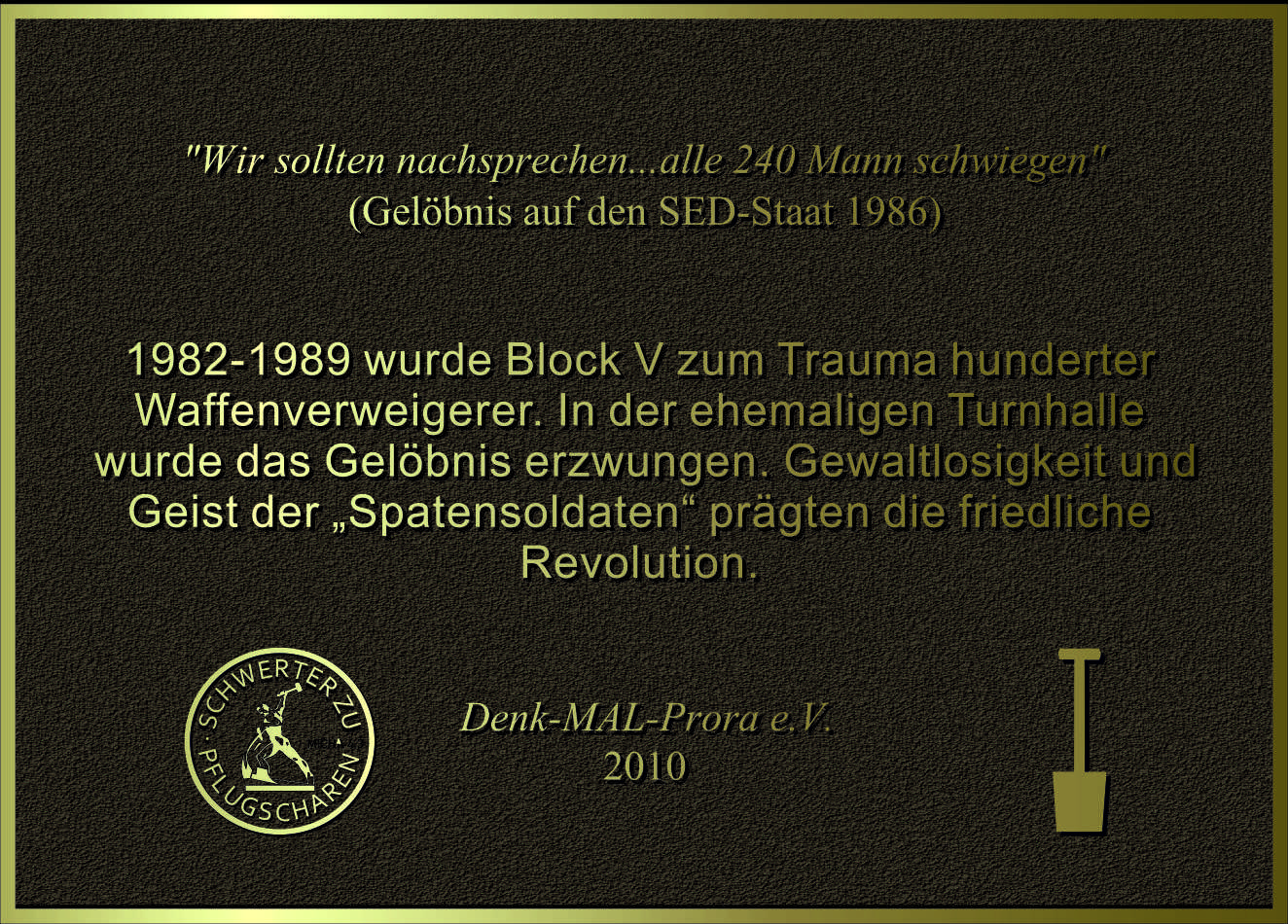
Gedenktafel am Mehrzweckgebäude der Jugendherberge Prora

Die Kaserne in Merseburg wurde 2008 zum großen Teil abgerissen. Auf dem Gelände ist jetzt der Gewerbepark Geusa ansässig. Am 22. Dezember 2011 beschloss der Senat der Hochschule Merseburg, dem Stadtrat vorzuschlagen, einem Platz auf ihrem Campus den Namen „Platz der Bausoldaten“ zu geben. Am 2. Juli 2014 wurde an diesem Platz eine Erinnerungstafel für die Bausoldaten feierlich eingeweiht. Dabei nahmen die Medien auch Prora auf Rügen in den Blick, wohin – für die Betroffenen meist überraschend – wiederholt ein Austausch von Bausoldaten vorgenommen worden war.

## Bausoldatenkongresse und Rezeption
2004 fand in Potsdam auf Initiative der Robert-Havemann-Gesellschaft e. V. ein großer Bausoldatenkongress „Zivilcourage und Kompromiss – Bausoldaten in der DDR 1964–1990“ statt, bei dem Joachim Gauck eine Laudatio hielt. Trotz wiederholter Bitten setzte sich Gauck später weder für ein Geraderücken der zunächst verschwiegenen und später teilweise verzerrt dargestellten Geschichte am einst größten Stationierungsort der Bausoldaten, Prora, noch für ein Bildungszentrum neben der heutigen Jugendherberge ein. 2009 folgte in der Lutherstadt Wittenberg die Tagung „Dienstgrad: Spaten – Die Bausoldaten in den letzten Jahren der DDR“. Damals unterzeichneten 39 Teilnehmer einen von Denk-MAL-Prora e. V. eingebrachten offenen Brief an den Minister für Bildung, Wissenschaft und Kultur in MV, Henry Tesch, mit der Bitte um eine „umfassende Herangehensweise an das Thema 'Bausoldaten in der DDR' unter Einbeziehung der Zeitzeugen (…) und den sich darüber hinaus mit dieser Thematik beschäftigenden Wissenschaftlern.“ Der Brief blieb unbeantwortet. 2014 jährte sich die Bausoldatenregelung zum 50. Mal. Aus diesem Anlass fand vom 5. bis 7. September in Wittenberg erneut ein Bausoldatenkongress „Friedenszeugnis ohne Gew(a)ehr“ statt. Nachdem 2004 die vom Archiv Bürgerbewegung Leipzig e. V. initiierte Wanderausstellung Graben für den Frieden sowie die Zeitzeugenausstellung Briefe von der waffenlosen Front gezeigt werden konnten, präsentierte nun der von der Landesregierung Mecklenburg-Vorpommern protegierte Bildungsträger PRORA-ZENTRUM e. V. die (auch vonseiten der Bundesstiftung zur Aufarbeitung der SED-Diktatur geförderte) Ausstellung Opposition und Widerstand. Bausoldaten in Prora 1964–1989/90. Jene, die die Aufarbeitung jahrelang uneigennützig vorangetrieben hatten, unter anderem mittels des Virtuellen Museums Proraer Bausoldaten (seit 2007), blieben von der Mitwirkung ausgegrenzt. Die Auseinandersetzungen um ein Bildungszentrum neben der Jugendherberge – in den letzten erhalten gebliebenen authentischen Rudimenten einer NVA-Bausoldatenkaserne überhaupt – halten an (2016).

## Dienstbedingungen

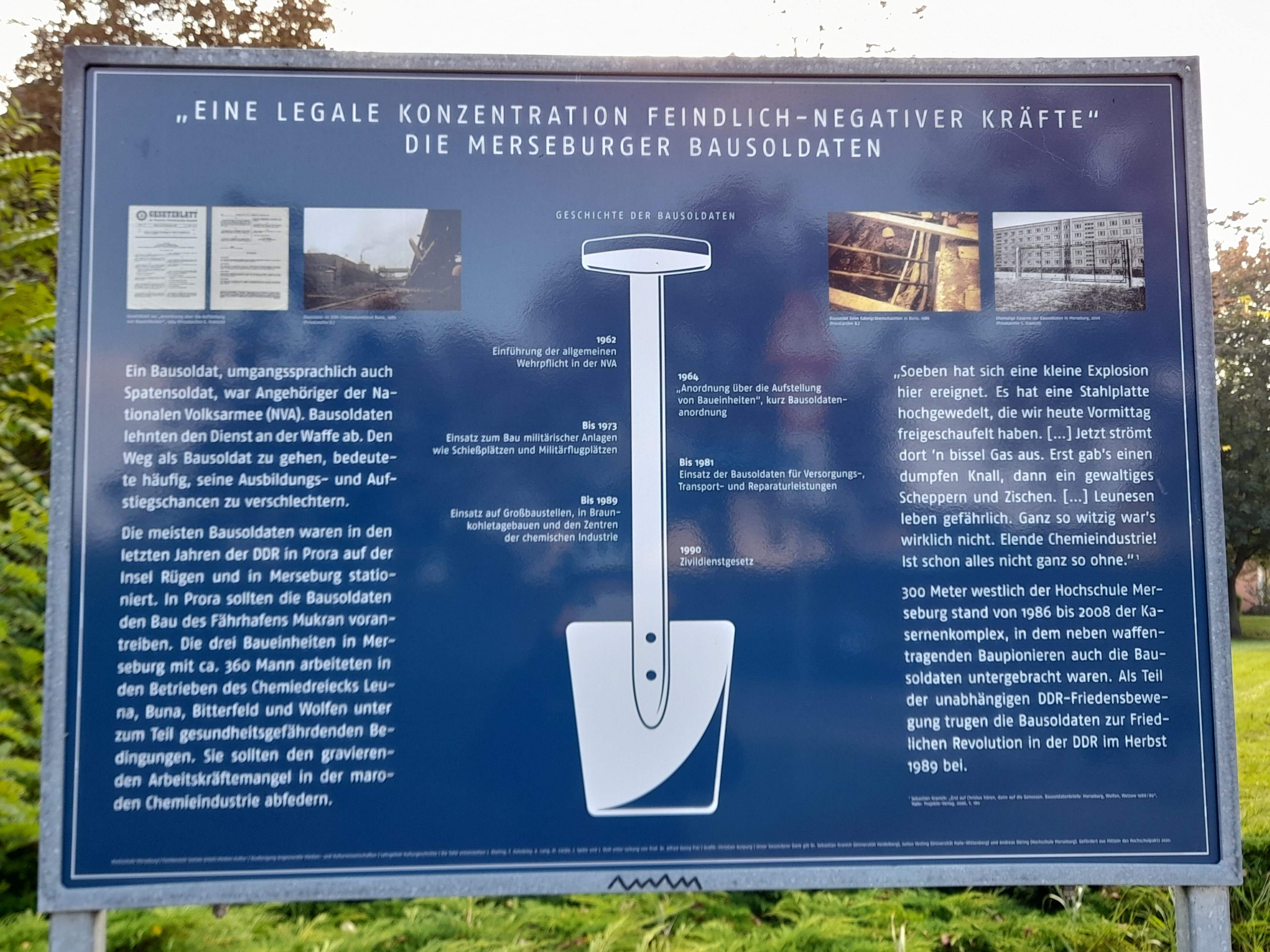
Hinweisschild in Merseburg am Platz der Bausoldaten über die Arbeit der Bausoldaten im Mitteldeutschen Chemiedreieck unter zum Teil gesundheitsgefährdenden Bedingungen

Bausoldaten wurden in der Regel während ihrer Dienstzeit von anderen Wehrpflichtigen, so gut es ging, separiert. Ein Kontakt zwischen „normalen“ Soldaten und Bausoldaten wurde nach Möglichkeit unterbunden. Bausoldaten mussten sowohl während als auch nach ihrer Dienstzeit mit Schikanen rechnen. Ein Dienst als Bausoldat hatte negative Auswirkungen auf die Ausbildungschancen. Der gewünschte Studienplatz blieb Bausoldaten oft verwehrt. Auf der anderen Seite wurde der Dienst als Bausoldat von anderen Wehrpflichtigen oft als leichtere Variante des Wehrdienstes angesehen, was gemeinsam mit der beginnenden Friedensbewegung dazu führte, dass die Zahl der Wehrdienstverweigerer und damit der Bausoldaten gegen Ende der 1970er Jahre und insbesondere in den 1980er Jahren stetig stieg. Das SED-Regime betrachtete die Bausoldaten grundsätzlich als „feindlich-negative Kräfte“, als das „'Allerletzte', was man dem werktätigen Volk überhaupt zumuten kann!“ „Die Konzentration der 'negativen Kräfte' in den Baueinheiten ging mit erhöhten militärischen Druck- und Kontrollmöglichkeiten einher, andererseits bereitete sie unbeabsichtigt den Nährboden für oppositionelle Gruppenbildungen.“ Bezüglich des ehemaligen Bausoldatenstandortes Prora (in den Räumen der heutigen Jugendherberge Prora) kam eine hermeneutische Untersuchung der Autobiographie „Hinterm Horizont allein – Der Prinz von Prora“ im Jahr 2012 an der Universität Mainz zu dem Ergebnis, dass es sich bei diesem Ort um eine Totale Institution gehandelt hat.
In der DDR gab es kein Grundrecht auf Kriegsdienstverweigerung mit der Waffe und keinen zivilen Wehrersatzdienst. Wer den Wehrdienst auch als Bausoldat nicht ableisten wollte (Totalverweigerer), musste mit einer Gefängnisstrafe von 18 bis 22 Monaten rechnen, woran sich nicht selten eine Ausbürgerung aus der DDR anschloss.
1985 wurden auf Anweisung des damaligen DDR-Verteidigungsministers Heinz Hoffmann alle Totalverweigerer aus der Haft entlassen, und von diesem Zeitpunkt an wurde niemand mehr inhaftiert oder verurteilt.

## Gesetzliche Grundlagen

### Anordnung des Nationalen Verteidigungsrates der Deutschen Demokratischen Republik über die Aufstellung von Baueinheiten im Bereich des Ministeriums für Nationale Verteidigung. Vom 7. September 1964
Auszug aus dem Gesetzblatt der DDR Teil I:
§ 1
(1) Im Bereich des Ministeriums für Nationale Verteidigung sind Baueinheiten aufzustellen.
(2) Der Dienst in den Baueinheiten ist Wehrersatzdienst gemäß § 25 des Wehrpflichtgesetzes vom 24. Januar 1962 (GBl. I S. 2). Er wird ohne Waffe durchgeführt.
§ 2
(1) Die Baueinheiten haben die Aufgabe, Arbeitsleistungen im Interesse der Deutschen Demokratischen Republik zu erfüllen. Dazu gehören insbesondere:
a) Mitarbeit bei Straßen- und Verkehrsbauten sowie Ausbau von Verteidigungs- und sonstigen militärischen Anlagen;
b) Beseitigung von Übungsschäden;
c) Einsatz bei Katastrophen.
(2) Der Einsatz der Baueinheiten erfolgt durch den Minister für Nationale Verteidigung oder die von ihm dazu Beauftragten.
§ 3
Für die Angehörigen der Baueinheiten gelten die gesetzlichen und militärischen Bestimmungen, die den Grundwehrdienst bzw. den Reservistendienst in der Nationalen Volksarmee regeln, soweit nicht in dieser Anordnung etwas anderes festgelegt ist.
§ 4
(1) Zum Dienst in den Baueinheiten werden solche Wehrpflichtigen herangezogen, die aus religiösen Anschauungen oder aus ähnlichen Gründen den Wehrdienst mit der Waffe ablehnen.
(2) Die Angehörigen der Baueinheiten tragen den Dienstgrad „Bausoldat“.
§ 5
(1) Die Angehörigen der Baueinheiten leisten keinen Fahneneid nach § 3 der Dienstlaufbahnordnung vom 24. Januar 1962 (GBl. I S. 6).
(2) Die Angehörigen der Baueinheiten legen ein Gelöbnis ab (Anlage).
§ 6
Neben der Heranziehung zu Arbeitsleistungen gemäß § 2 Abs. 1 ist mit den Angehörigen der Baueinheiten folgende Ausbildung durchzuführen:
a) staatspolitische Schulung,
b) Schulung über gesetzliche und militärische Bestimmungen,
c) Exerzierausbildung ohne Waffe,
d) militärische Körperertüchtigung,
e) Pionierdienst und spezialfachliche Ausbildung,
f) Schutzausbildung,
g) Ausbildung in der Ersten Hilfe.
§ 7
Die Bausoldaten der Baueinheiten tragen eine steingraue Uniform mit Effekten und der Waffenfarbe „oliv“. Als besonderes Kennzeichen tragen sie das Symbol eines Spatens auf den Schulterklappen.
…
§ 9
Die Vorgesetzten der Angehörigen der Baueinheiten (Ausbildungspersonal) sind bewährte Soldaten, Unteroffiziere und Offiziere der Nationalen Volksarmee.
…
Das abzulegende Gelöbnis der Bausoldaten lautete:
„Ich gelobe: Der Deutschen Demokratischen Republik, meinem Vaterland, allzeit treu zu dienen und meine Kraft für die Erhöhung ihrer Verteidigungsbereitschaft einzusetzen.“
„Ich gelobe: Als Angehöriger der Baueinheiten durch gute Arbeitsleistungen aktiv dazu beizutragen, daß die Nationale Volksarmee an der Seite der Sowjetarmee und der Armeen der mit uns verbündeten sozialistischen Länder den sozialistischen Staat gegen alle Feinde verteidigen und den Sieg erringen kann.“
„Ich gelobe: Ehrlich, tapfer, diszipliniert und wachsam zu sein, den Vorgesetzten unbedingten Gehorsam zu leisten, ihre Befehle mit aller Entschlossenheit zu erfüllen und die militärischen und staatlichen Geheimnisse immer streng zu wahren.“
„Ich gelobe: Gewissenhaft die zur Erfüllung meiner Aufgaben erforderlichen Kenntnisse zu erwerben, die gesetzlichen und militärischen Bestimmungen zu erfüllen und überall die Ehre unserer Republik und meiner Einheit zu wahren.“

### Über den Dienst als Bausoldat weitergehende Verweigerung nach StGB
Der Dienst als Bausoldat war die einzig legale Möglichkeit, sich dem bewaffneten Dienst zu entziehen. Eine etwa weitergehende Verweigerung wurde nach § 256 StGB-DDR (Wehrdienstentziehung und Wehrdienstverweigerung) mit Gefängnis nicht unter 18 Monaten ohne Bewährung bestraft, ohne dass dies etwa ausdrücklich im Gesetz erwähnt wurde.
§ 256. Wehrdienstentziehung und Wehrdienstverweigerung.
(1) Wer sich dem Wehrdienst durch Täuschung entzieht oder sich weigert, den Wehrdienst zu leisten, wird mit Freiheitsstrafe bis zu fünf Jahren oder mit Verurteilung auf Bewährung oder mit Strafarrest bestraft.
(2) Ebenso wird bestraft, wer mit dem Ziel, seine Dienstfähigkeit zu beeinträchtigen, sich Verletzungen oder andere Gesundheitsschäden beibringt oder durch andere Personen beibringen läßt oder wer eine Dienstunfähigkeit vortäuscht.
(3) Der Versuch ist strafbar. [Absatz 4 – Verteidigungsfall – hier obsolet]

## Presseveröffentlichungen in DDR-Zeitungen
- Baupionier-Bataillone. Anordnung des Verteidigungsrates über Wehrersatzdienst. In: Neue Zeit. Berlin, 23. September 1964.
- Was sind Bausoldaten? In: Neues Deutschland. Berlin, 26. November 1964.
- Bei Bausoldaten zu Besuch. In: Neue Zeit. Berlin, 22. Dezember 1964.

## Prominente Bausoldaten
- Rudolf Albrecht – evangelischer Pfarrer und Vertreter der kirchlichen Friedensbewegung in der DDR
- Andreas Amende – Bundestagsabgeordneter
- Christfried Berger – evangelischer Theologe in der DDR auf dem Gebiet der Ökumene
- Wolfgang Birthler – Veterinärmediziner; Minister a. D. für Landwirtschaft, Umweltschutz und Raumordnung des Landes Brandenburg (1999–2004)
- Martin Böttger – Physiker, Bürgerrechtler und Politiker, 1990–1994 Mitglied des Sächsischen Landtags, 2001–2010 Leiter der Chemnitzer Außenstelle der BStU
- Harald Bretschneider – evangelischer Pfarrer und Vertreter der kirchlichen Friedens-, Umweltschutz- und Menschenrechtsbewegung in der DDR
- Stephan Dorgerloh – Theologe und Politiker (Sachsen-Anhalt), Kultusminister
- Bernd Eisenfeld – Historiker und DDR-Oppositioneller
- Rainer Eppelmann – Pfarrer und Politiker (einziger Minister des Ministeriums für Abrüstung und Verteidigung der DDR)
- Gunter Fritsch – Politiker; Minister a. D. für Ernährung, Landwirtschaft und Forsten des Landes Brandenburg; Präsident des Brandenburgischen Landtages
- Andreas Grapatin – Politiker, Mitglied des Sächsischen Landtages
- Frank Hempel – Politiker (SPD)
- Ralf Hirsch – DDR-Oppositioneller und Menschenrechtler
- Günter Holwas – Bluesmusiker
- Johann-Georg Jaeger – Politiker (Bündnis 90/Die Grünen), MdL
- Karl-August Kamilli – Politiker, Stellvertretender Vorsitzender der SPD
- Johannes Kimme – Jurist
- Friedrich Kramer – evangelischer Theologe und Landesbischof
- Sebastian Kranich – evangelischer Theologe
- Thomas Kretschmer – Bürgerrechtler und politischer Häftling in der DDR
- Christian Lehnert – Lyriker, evangelischer Pfarrer
- Hendrik Liersch – Verleger der Corvinus Presse
- Heiko Lietz – Bürgerrechtler, ehemaliger Politiker (Neues Forum, Bündnis 90/Die Grünen)
- Andreas von Maltzahn, evangelischer Theologe, Bischof
- Frank-Wolf Matthies – Schriftsteller
- Gerhard Miesterfeldt – Politiker (SPD), Vizepräsident des Landtages von Sachsen-Anhalt
- Martin Morgner – Lyriker, Dramaturg und Historiker
- Andreas Otto – Politiker (Die Grünen)
- Bert Papenfuß-Gorek – Lyriker
- Gerd Poppe – Physiker, Bürgerrechtler und Politiker; Menschenrechtsbeauftragter der Bundesregierung (1998–2003)
- Jürgen Rennert – Schriftsteller
- Frank Richter – Theologe, Gründer der Gruppe der 20 in Dresden, Direktor der Sächsischen Landeszentrale für politische Bildung
- Gerhard Schöne – Liedermacher
- Reinhard Schult – Bürgerrechtler und Politiker
- Werner Schulz – Bürgerrechtler und Politiker, ehemaliges Mitglied des Bundestags, ehemaliges Mitglied des Europäischen Parlaments
- Georg Seidel – Dramatiker
- Wolfgang Tiefensee – Politiker (SPD), 1998–2005 Oberbürgermeister von Leipzig; 2005–2009 Bundesminister für Verkehr, Bau und Stadtentwicklung; seit 2014 Wirtschaftsminister in Thüringen
- Mathias Tietke – Journalist und Autor
- Rudolf Tschäpe – Astrophysiker und Bürgerrechtler
- Nikolaus Voss – politischer Beamter
- Hansjörg Weigel – Bürgerrechtler und Pazifist
- Gunter Weißgerber – Politiker (SPD)
- Stefan Wolter – Historiker und Autor
- Ingo Zimmermann – Journalist und Kunsthistoriker